# 片桐入
片桐入 (日语：片桐 はいり, 1963年1月18日—) 是日本女演员。東京都大田區人。本名是片桐由美。星尘传播所屬。代表作有《西瓜》《海鸥食堂》等。

## 外部連結
- 片桐はいり （页面存档备份，存于） - NHK人物録（日語）